# 伊赫拉瓦足球俱樂部
伊赫拉瓦足球俱樂部（FC Vysočina Jihlava）是捷克的一家足球俱樂部，主場位於伊赫拉瓦。球隊現在參加捷克足球甲級聯賽的賽事。俱樂部成立於1948年。在2005–06賽季，球隊首次參加捷克足球甲級聯賽的賽事。